# Енді Сан Дімас
Са́ра Джо́ель Гільдебра́нд (англ. Sarah Joelle Hildebrand); нар. 3 жовтня 1986 року, Балтимор, Меріленд, США), відома як Е́нді Сан Ді́мас (англ. Andy San Dimas) — американська порноакторка.

## Життєпис
Народилася 3 жовтня 1986 року в Балтиморі, штат Меріленд. З 18 років працювала в магазині, що спеціалізується з продажу порнографічних відео. У порноіндустрію потрапила через контакт з порнорежисером Йоном Маккаєм (англ. Eon McKai). Дебютувала в його порнофільмі «Dana DeArmond's Role Modeling» в грудні 2007 року.
2011 року за участь у фільмі Акселя Брауна (англ. Axel Braun) «This Ain't Glee XXX» (від компанії Hustler Video) була удостоєна AVN Awards в номінації Найкраща акторка.
23 липня 2013 року стало відомо, що Сан Дімас разом з Джеймсом Діном зняла перший порнофільм за допомогою Google Glass.

## Нагороди
- AVN Awards 2011 — Найкраща акторка (Best Actress) за «This Ain't Glee XXX»[6].
- XBIZ Award 2011 — Найкраща виконавиця (Female Performer of the Year)[7][8].